# فیلیپ لو سور
فیلیپ لو سور (فرانسوی: Philippe Le Sourd‎) فیلم‌بردار اهل فرانسه است.
از فیلم‌ها یا مجموعه‌های تلویزیونی که وی در آن‌ها نقش داشته است، می‌توان به استاد بزرگ اشاره نمود و برای این فیلم، نامزد دریافت جایزه اسکار بهترین فیلم‌برداری شد.